# Núi Phú Cường
Núi Phú Cường hay Bạch Hổ sơn, núi Tà Biệt, núi Tà Béc là ngọn núi ở vùng Bảy Núi, nằm trên địa phận quản lý của thị xã Tịnh Biên, tỉnh An Giang. Phú Cường cũng được xem là một dãy núi, với tất cả 13 ngọn.

## Tự nhiên
Đây là một ngọn núi cao 282 m, kéo dài từ bắc xuống nam, chiều dài 4,5 km bề ngang trung bình 800 m, rộng nhất hơn 1 km. Diện tích núi 328 ha (3,28 km2). Núi có địa hình dốc, bao phủ bởi rừng, nhưng đều là rừng trồng lại, bề mặt phủ lớp mùn dày do lá cây rụng. Rừng được phân loại thuộc Hệ sinh thái rừng kín thường xanh nửa rụng lá. Các loài gỗ rừng gồm có: căm xe, giáng hương, cẩm lai, gõ mật, bằng lăng,... Động vật lớn có heo rừng tuy nhiên số lượng không còn nhiều.
Núi Phú Cường có mức độ khô hạn nhất vùng Bảy Núi thường niên. Để phòng chống nguy cơ cháy rừng, chính quyền địa phương đã tạo đường băng cản lửa trong các khu vực núi, với tổng diện tích 15,32 ha, trong đó 2 đường băng ngang dài 2,4 km, rộng 20 m và một đường băng đỉnh rộng 30 m, dài 3,5 km. Họ bố trí 4 bồn Inox chứa nước tại bờ Đông Phú Cường (mỗi bồn chứa 8 mét khối nước).

## Lịch sử
Ngày 30 tháng 4 năm 1977, các đơn vị Quân Cách mạng Campuchia (Khmer Đỏ) bất ngờ tràn sang chiếm các vùng ở An Giang. Từ tháng 5 đến tháng 10 năm 1977, các đơn vị Quân đội nhân dân Việt Nam tại địa phương đã giao tranh liên tục chống lại quân Khmer Đỏ. Vùng núi Phú Cường là một trong những khu vực giao tranh khốc liệt nhất.

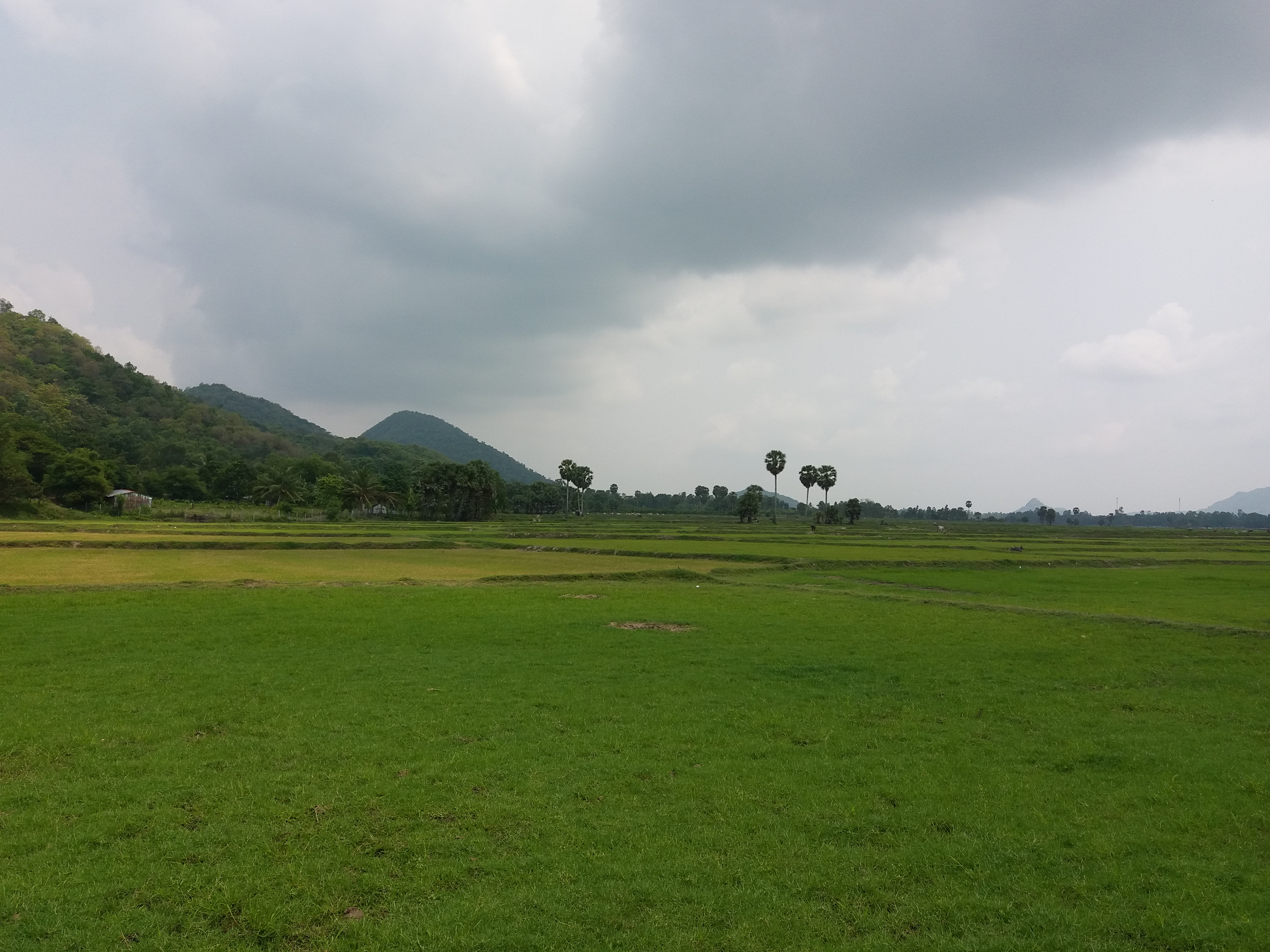
Cánh đồng phía nam núi Phú Cường

### Trận Phú Cường lần 1
Ngày 15 tháng 1 năm 1978, Trung đoàn 14 và Trung đoàn 15 Sư đoàn 2 Khmer Đỏ sử dụng 4 tiểu đoàn bộ binh tấn công vào khu vực Bảy Núi. Trung đoàn 3, Sư đoàn 330 Việt Nam triển khai đến chặn đánh, gây thiệt hại 200 lính đối phương tại tuyến Cây Dương- Cống Đá. Trung đoàn 105 Sư đoàn 25 Khmer Đỏ lập tức chi viện, có cả xe tăng và hỏa lực pháo kích từ núi Som, Thamdung bên lãnh thổ Campuchia sang yểm trợ.
Ngày 18 tháng 1 năm 1978, quân Khmer Đỏ chiếm toàn bộ dãy núi Phú Cường. Sau đó, họ bố trí nhiều tầng phòng thủ trên núi và dọc theo kênh Vĩnh Tế, đồng thời, gửi điện khiêu khích phía Việt Nam. Sư đoàn 330 Việt Nam đã huy động 3 trung đoàn có xe tăng và pháo binh phản công. Tư lệnh Quân khu là Nguyễn Chánh và Chính ủy Nguyễn Thạnh trực tiếp chỉ huy trận đánh.
Sáng ngày 19 tháng 1, quân Việt Nam pháo kích dọc kênh Vĩnh Tế và khu vực núi Phú Cường. Sau 30 phút pháo kích, bộ binh dưới sự yểm trợ của xe tăng bắt đầu tiến công. Đến 18 giờ, quân Khmer Đỏ bị đánh bại, phía Việt Nam đã diệt 1.215 quân đối phương, bắt 75 lính, diệt gọn 3 tiểu đoàn của Trung đoàn 4 Sư đoàn 2 Khmer Đỏ, diệt 2 tiểu đoàn thuộc tỉnh Takeo và gây thiệt hại nặng 2 tiểu đoàn khác. Quân Việt Nam thu 348 súng, 6 máy thông tin, phá hủy 1 pháo 105 ly, 1 pháo không giật 75 ly. Phía Việt Nam mất 34 lính, bị thương 146 lính, bị cháy 1 xe tank PT-85.

### Trận Phú Cường lần 2
Vào ngày 17 tháng 4 năm 1978, quân Khmer Đỏ quay lại tấn công vào đầu núi Phú Cường. Đêm 11 rạng sáng 12 tháng 5, quân Khmer Đỏ tổ chức tấn công trên tuyến dài biên giới, trong đó có núi Phú Cường. Ngày 17 tháng 5, họ hoàn thành kiểm soát núi. Ngay trong ngày, quân Việt Nam tổ chức phản công, đến ngày 19 lấy lại ngọn núi.

## Dân cư - kinh tế

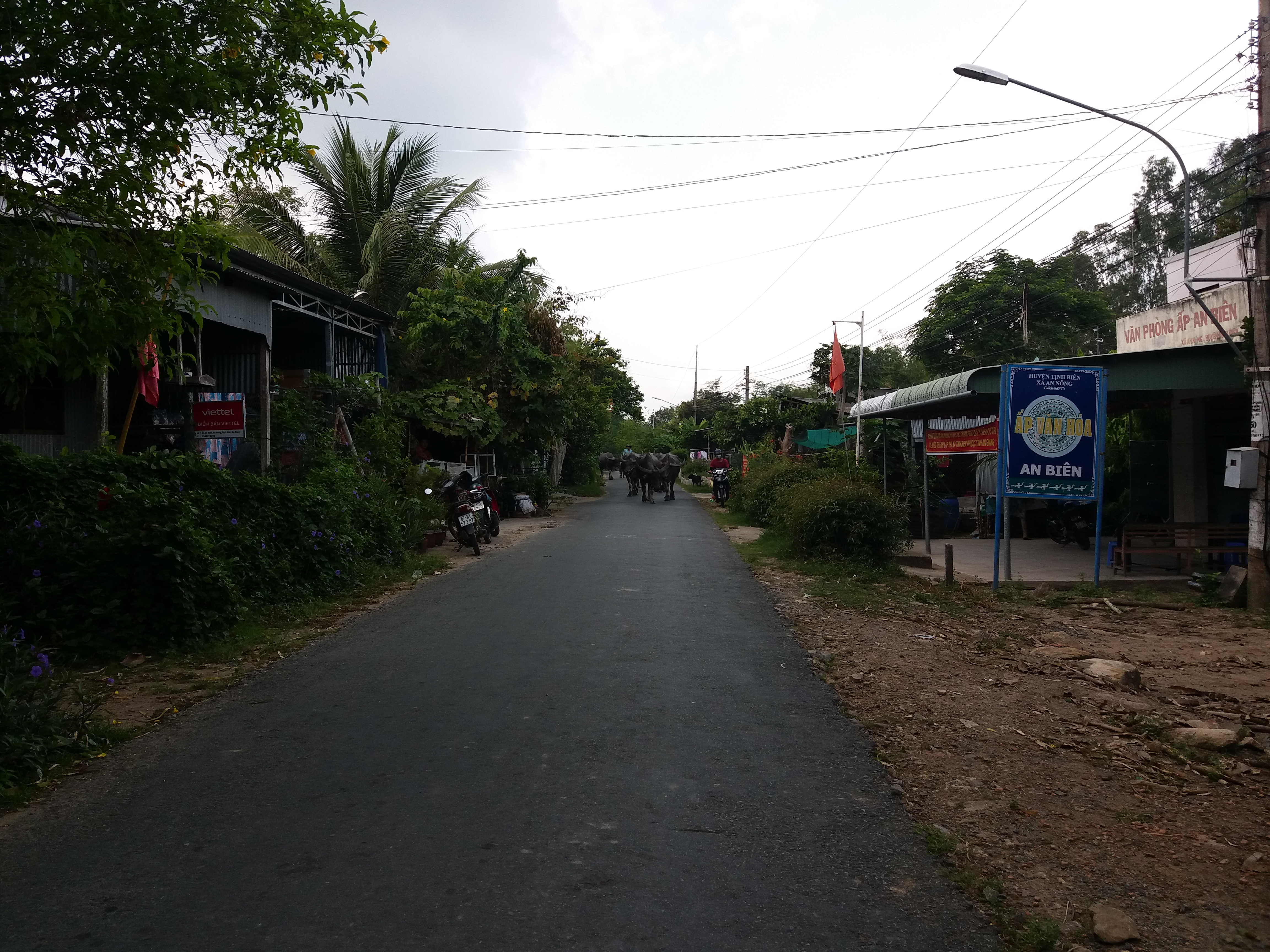
Con đường chạy dọc phía tây núi Phú Cường

Xung quanh chân núi là các cánh đồng lúa rộng lớn, người dân sống bằng nông nghiệp canh tác lúa nước, và trồng khoai mì tại các khu vực đất nhiều cát. Cảnh quan vùng núi Phú Cường và những cánh đồng quanh núi còn có nhiều cây thốt nốt. Chúng được trồng theo hàng giữa các cánh đồng làm tăng vẻ đẹp cảnh quan, là điểm thu hút du lịch.
Núi Phú Cường có nhiều nho rừng và bò cạp. Người dân thường tìm nho rừng và săn bắt bò cạp trên núi và buôn bán như đặc sản địa phương. Sản phẩm gồm nho rừng tươi, bò cạp lấy thịt và các sản phẩm rượu nho rừng, rượu bò cạp. Tại Phú Cường còn có mối đỏ, bù rầy thường được tìm thấy ở đây. Chúng được bán cho các chợ lân cận, mối chúa của mối đỏ để ngâm rượu, bù rầy để làm thức ăn. Ngoài ra, núi có các khu rừng le, là một loại tre rừng, cung cấp măng le nhưng thường chỉ có theo mùa.
Các tuyến đường giao thông trải nhựa đã bọc quanh chân núi. Người dân sống dọc theo các tuyến đường này. Khu vực núi có nhiều đá phiến đen, tiềm năng khai thác vật liệu xây dựng. Tuy nhiên vào tháng 4 năm 2018, chính quyền tỉnh An Giang ban hành lệnh cấm khai thác 42 địa điểm, trong đó có núi Phú Cường. Phía bắc núi có một số điểm lộ nước khoáng.

### Sách
- Lê Hồng Chương (2007). Từ điển đơn vị hành chính Việt Nam: Lê Hồng Chương, biên soạn. Nhà xuất bản Từ điển Bách khoa.
- Nguyễn Việt Thắng, Nguyễn Minh Phụng (2011). Lịch sử tiểu đoàn 7, trung đoàn 3 Sư đoàn bộ binh 330 Quân khu 9, 1958-2008: đơn vị ba lần anh hùng lực lượng vũ trang nhân dân. Nhà xuất bản Chính trị quốc gia - Sự thật. OCLC 851821801.
- Võ Thành Phương (2004). Tìm hiểu An Giang xưa: sưu khảo. Nhà xuất bản Văn nghệ An Giang. OCLC 64121649.